# Albacete
Albacete est une ville d’Espagne, capitale de la province d'Albacete dans la communauté autonome de Castille-La Manche. Elle est située à près de 250 km au sud-est de Madrid, dans la région historique de La Manche. Elle compte 171 390 habitants, 218 110 en incluant son agglomération. C'est la ville la plus importante de Castille-La Manche et l'un des principaux centres économiques de la Communauté autonome. Albacete fut la base des Brigades internationales.

## Géographie

### Étendue et densité
- Extension maximale (NO-SE) : 3,6 km
- Superficie de la commune : 1 125,91 km2
- Densité moyenne : 152,22  hab./km2[2]

C'est la première commune, en superficie, de la province d'Albacete et la septième du pays.

### Climat
Le climat d'Albacete est de type semi-aride continentalisé, c'est-à-dire un climat semi-aride pour lequel l'amplitude thermique entre hiver et été est nettement plus forte. La moyenne annuelle des précipitations à Albacete est inférieure à 400 mm, ce qui lui permet d'être classifiée comme une ville au climat méditerranéen.
- Température moyenne annuelle : 13,4 °C
- Température moyenne en janvier : 4,9 °C
- Température moyenne en juillet : 24,2 °C
- Température minimale enregistrée : −24 °C (dans la nuit du 3 au 4 janvier 1971, c'est la température la plus faible jamais enregistrée dans une capitale de province espagnole)
- Température maximale enregistrée : 43,1 °C (14 août 2021)
- Amplitude thermique : 19,3 °C
- Précipitations : 343 mm réparties sur 61 jours.

## Étymologie
Le nom moderne Albacete reflète son appellation arabe Al-Basīṭ, البسيط « la plaine », en allusion à la géographie locale. Il est possible que ce nom ait été lui-même réinterprété à partir d'un toponyme ancien: soit un nom celtibère Alaba, soit un nom bas-latin Alba Civitate « la ville blanche ».[réf. nécessaire]

## Histoire
La ville d'Albacete a été fondée à l'époque romaine sur le site d'un village de Volques, un peuple celtibère.
Durant la période wisigothique, Albacete devient chrétienne. La domination musulmane qui commence ici en 713 se montra, en général, tolérante envers les Juifs et les chrétiens ; ces derniers, longtemps divisés entre ariens wisigoths et orthodoxes romains, choisirent naturellement l'obédience de l'église romaine lors de la séparation des Églises d'Orient et d'Occident. Albacete est une petite ville mi-musulmane, mi-catholique lorsqu'elle est conquise par Ferdinand III de Castille en 1241 : elle est intégrée au Conseil Municipal d’Alarcón puis, en 1282, au domaine de l’infant Don Manuel. Parallèle à son développement économique, l'augmentation de la population chrétienne (après expulsion des musulmans) conduit en 1375 le premier marquis de Villena à lui octroyer le statut de Ville, et par conséquent, son indépendance vis-à-vis de Chinchilla. En 1492, les juifs sont à leur tour expulsés et il ne reste que des catholiques en ville.
Au XVIe siècle, la croissance continue et la population atteint bientôt 5 000 habitants. Divers monastères s’installèrent en ville et la construction de l’Église de Saint-Jean commence. Le XVIIIe siècle est un siècle marqué par le développement démographique, agricole et commercial. Pendant la guerre de Succession d'Espagne, la ville prend le parti de Philippe V, qui, le 6 mars 1710, lui avait octroyé le privilège de célébrer une foire annuelle, dont on célébra le troisième centenaire en 2010.
Un des événements politiques les plus marquants pour Albacete se produisit au XIXe siècle. En 1833, la province d’Albacete fut créée, incluant des territoires des anciennes provinces de Cuenca, Murcie et Castille-La Manche, et le titre de capitale provinciale fut concédé à Albacete. Au cours de ce siècle, la ville agrandit son tissu urbain en créant de nouvelles voies telles que le Paseo de la Cuba et les rues Carcelén, Isaac Peral ou Salamanca. Puis ce fut l’arrivée du chemin de fer et de l’éclairage public. À la fin de ce siècle, Albacete défendit Isabel II d’Espagne contre les carlistes et, en 1862, elle obtint le titre de grande ville.
Au début du XXe siècle, la grande ville connut une croissance extraordinaire, et des bâtiments de style moderniste furent construits dans les rues Tesifonte Gallego, Marqués de Molins et dans le passage Lodares.
Au cours de la guerre civile espagnole, Albacete fut le quartier général des Brigades internationales et de la Force aérienne républicaine, et à ce titre fut bombardée par la Légion Condor en février 1937. En février 1939, les Républicains s'en retirèrent vers Carthagène avant que les troupes de Franco n'arrivent.
Avec la promulgation du Statut d’Autonomie de 1982, Albacete fut intégrée à la Communauté autonome de Castille-La Manche, et vit s’installer le Tribunal Supérieur de la Justice. Aujourd’hui, Albacete est une ville industrielle, universitaire, et commerciale. L’Université, le Palais de Congrès, le Parc scientifique et technologique, le Jardin botanique, l’Aéroport ou l’AVE (équivalent espagnol du TGV) font partie intégrante d’une ville qui ne cesse de grandir.

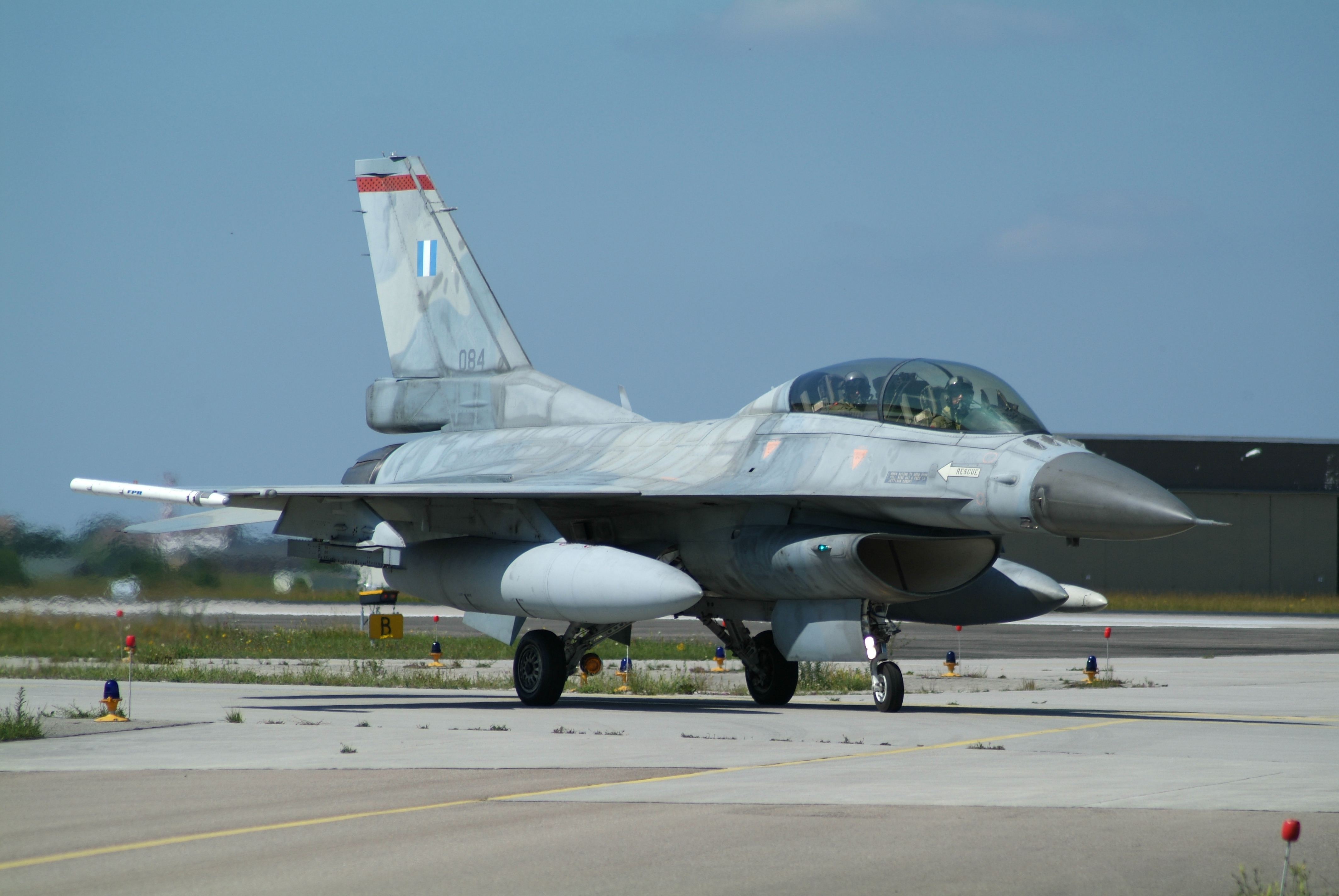
Un F-16D grec, de même modèle que celui qui s'écrasa le 26 janvier 2015 sur la base de Los Llanos à Albacete.

Le 26 janvier 2015, un avion de combat F-16 de la force aérienne grecque s'écrase au décollage de la base aérienne Los Llanos d'Albacete, au cours d'un exercice aérien de l'OTAN. L'accident fait onze morts dont neuf aviateurs français. Il s'agit du plus grave accident de l'histoire de l'OTAN en dehors d'une zone de conflit, et l'un des plus graves au sein de l'armée de l'air française.

## Démographie
Albacete compte 172 722 habitants (2021) (soit la ville la plus peuplée de la région de Castilla-La Mancha).
Au XXe siècle, elle a maintenu une évolution positive constante. La commune s'est agrandie de 1,125 91 km2 et la population s'est distribuée entre le noyau principal et les nombreux districts.
| 1900   | 1910   | 1920   | 1930   | 1940   | 1950   | 1960   | 1970   | 1981    |
| ------ | ------ | ------ | ------ | ------ | ------ | ------ | ------ | ------- |
| 21 512 | 24 981 | 32 163 | 41 889 | 64 222 | 71 822 | 74 417 | 93 233 | 117 126 |

| 1991    | 2001    | 2010    | 2021    | - | - | - | - | - |
| ------- | ------- | ------- | ------- | - | - | - | - | - |
| 135 889 | 148 934 | 171 390 | 172 722 | - | - | - | - | - |

## Politique et administration

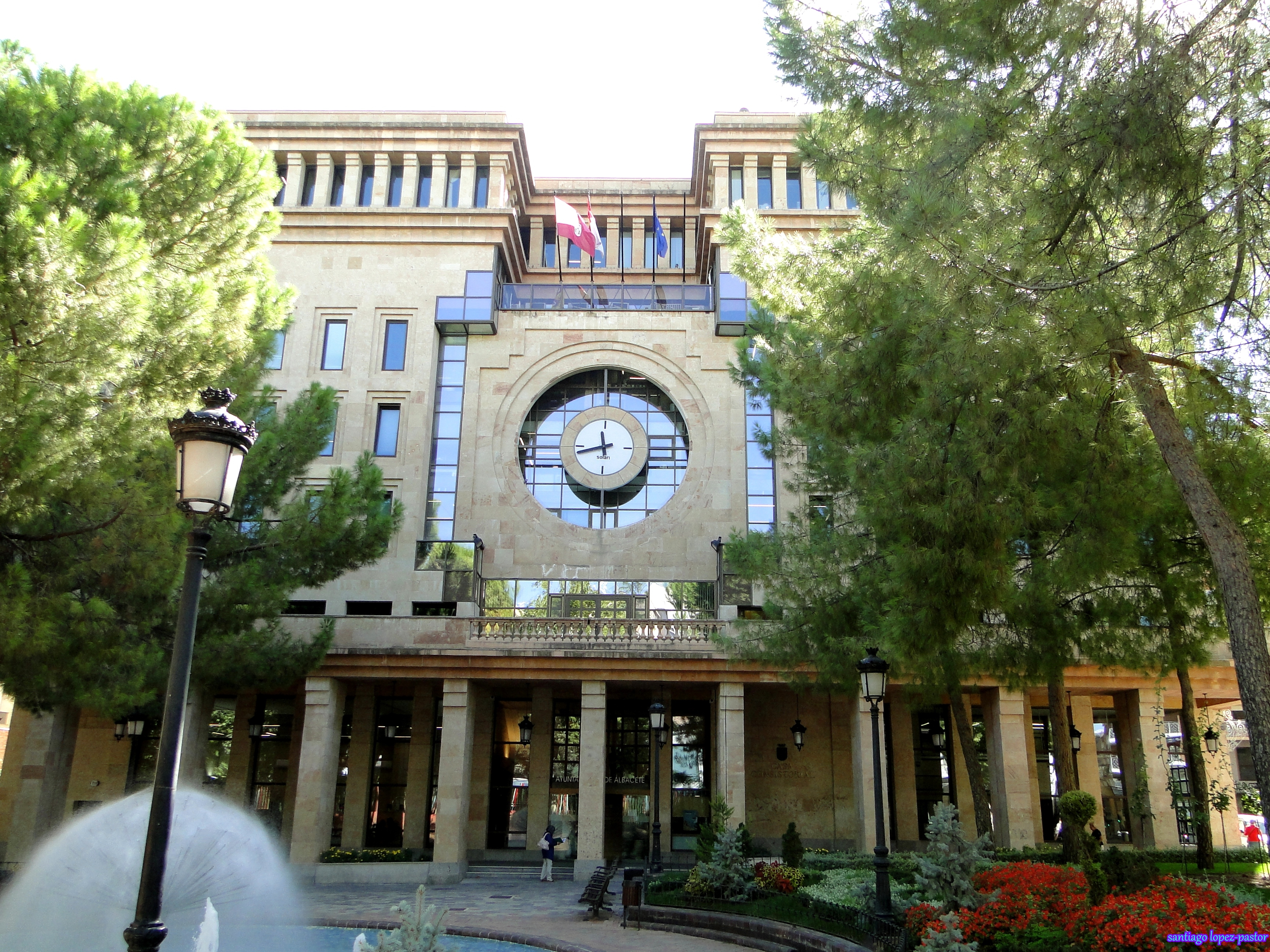
L'hôtel de ville d'Albacete.

Albacete est la capitale de la province éponyme. La députation provinciale siège au palais provincial (es).

### Conseil municipal
Lors des élections municipales du 26 mai 2019, la ville d'Albacete comptait 173 050 habitants. Son conseil municipal (Pleno del Ayuntamiento) se compose donc de 27 élus.
| Parti | Parti   | 1979 | 1983 | 1987 | 1991 | 1995 | 1999 | 2003 | 2007 | 2011 | 2015 | 2019 | 2023 |
| ----- | ------- | ---- | ---- | ---- | ---- | ---- | ---- | ---- | ---- | ---- | ---- | ---- | ---- |
|       | CDS     |      |      | 3    |      |      |      |      |      |      |      |      |      |
|       | Cs      |      |      |      |      |      |      |      |      |      | 4    | 5    |      |
|       | PCE     | 5    | 1    | 2    | 3    | 4    | 2    | 1    | 1    | 1    |      |      |      |
|       | IU      | 5    | 1    | 2    | 3    | 4    | 2    | 1    | 1    | 1    |      |      |      |
|       | CD      | 0    | 10   | 9    | 10   | 15   | 12   | 12   | 13   | 16   | 10   | 9    | 12   |
|       | CP      | 0    | 10   | 9    | 10   | 15   | 12   | 12   | 13   | 16   | 10   | 9    | 12   |
|       | AP      | 0    | 10   | 9    | 10   | 15   | 12   | 12   | 13   | 16   | 10   | 9    | 12   |
|       | PP      | 0    | 10   | 9    | 10   | 15   | 12   | 12   | 13   | 16   | 10   | 9    | 12   |
|       | PSOE    | 11   | 16   | 13   | 14   | 8    | 13   | 14   | 13   | 10   | 8    | 9    | 10   |
|       | GANEMOS |      |      |      |      |      |      |      |      |      | 5    | 3    | 1    |
|       | UP      |      |      |      |      |      |      |      |      |      | 5    | 3    | 1    |
|       | UCD     | 11   |      |      |      |      |      |      |      |      |      |      |      |
|       | Vox     |      |      |      |      |      |      |      |      |      |      | 1    | 4    |
| Total | Total   | 27   | 27   | 27   | 27   | 27   | 27   | 27   | 27   | 27   | 27   | 27   | 27   |

### Liste des maires
| Mandature | Maire | Maire                                               | Parti |
| --------- | ----- | --------------------------------------------------- | ----- |
| 1979-1983 |       | Salvador Jiménez Ibáñez (es)                        | PSOE  |
| 1983-1987 |       | José Jerez Colino (es)                              | PSOE  |
| 1987-1991 |       | José Jerez Colino (es)                              | PSOE  |
| 1991-1995 |       | Carmina Belmonte (es)                               | PSOE  |
| 1995-1999 |       | Juan Garrido Herráez (es)                           | PP    |
| 1999-2003 |       | Manuel Pérez Castell (es)                           | PSOE  |
| 2003-2007 |       | Manuel Pérez Castell (es)                           | PSOE  |
| 2007-2011 |       | Manuel Pérez Castell (es) Carmen Oliver (2008)      | PSOE  |
| 2011-2015 |       | Carmen Bayod (es)                                   | PP    |
| 2015-2019 |       | Javier Cuenca (es) Manuel Serrano López (es) (2017) | PP    |
| 2019-2023 |       | Vicente Casañ (es)                                  | Cs    |
| 2019-2023 |       | Emilio Sáez Cruz (es) (2021)                        | PSOE  |
| 2023-2027 |       | Manuel Serrano                                      | PP    |

## Économie
Historiquement, la ville se consacrait à l'agriculture et à l'élevage, comme en témoigne la grande Foire agricole toujours active depuis sa création par Philippe V en 1710.
En termes de revenus par habitant, on peut dire que le niveau demeure sous la moyenne nationale, même s'il a augmenté entre 2003 et 2011 de 8 500 € à 12 400 €, soit une hausse de 3 904 €. Malgré cette croissance, le niveau moyen d'Espagne est de 15 433 € en 2008.
La ville d'Albacete reste compétitive grâce à son secteur industriel et commercial, malgré la hausse du taux de chômage, qui était de 26,5 % de la population active en février 2013, selon les données de la Mairie d'Albacete. Capitale économique, intellectuelle et culturelle de Castilla-La Manche, son influence va au-delà des frontières provinciales. Le siège d'Airbus Helicopters Espagne se trouve au Parc Aéronautique et Logistique d'Albacete, ainsi que le centre d'essai des pneus Michelin.

## Enseignement
L'Université de Castille-La Manche dispose de campus dans la ville d'Albacete. Elle a été créée en 1985.

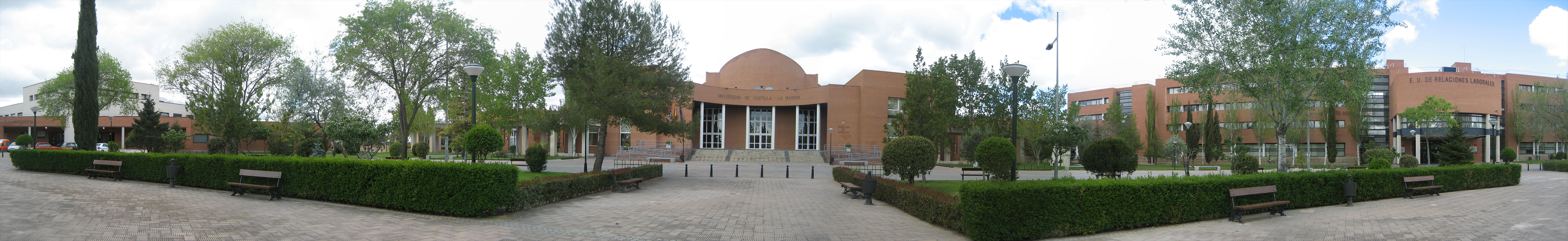
Place du campus de l'Université de Castille-La Manche à Albacete.

Le lycée Bachiller Sabuco est le premier et plus ancien lycée de la province d'Albacete. La ville dispose d'une École Officielle de Langues où 4 langues sont enseignées (anglais, français, allemand, italien).

## Monuments et lieux d'intérêt
- La cathédrale, édifiée dès le début du XVIe siècle, siège du diocèse local.
- L'auberge de la Rue Rosario, du XVIe siècle
- L'ancien Hôtel de Ville, de la fin du XIXe siècle.
- Chambre de Commerce d'Albacete

## Transports

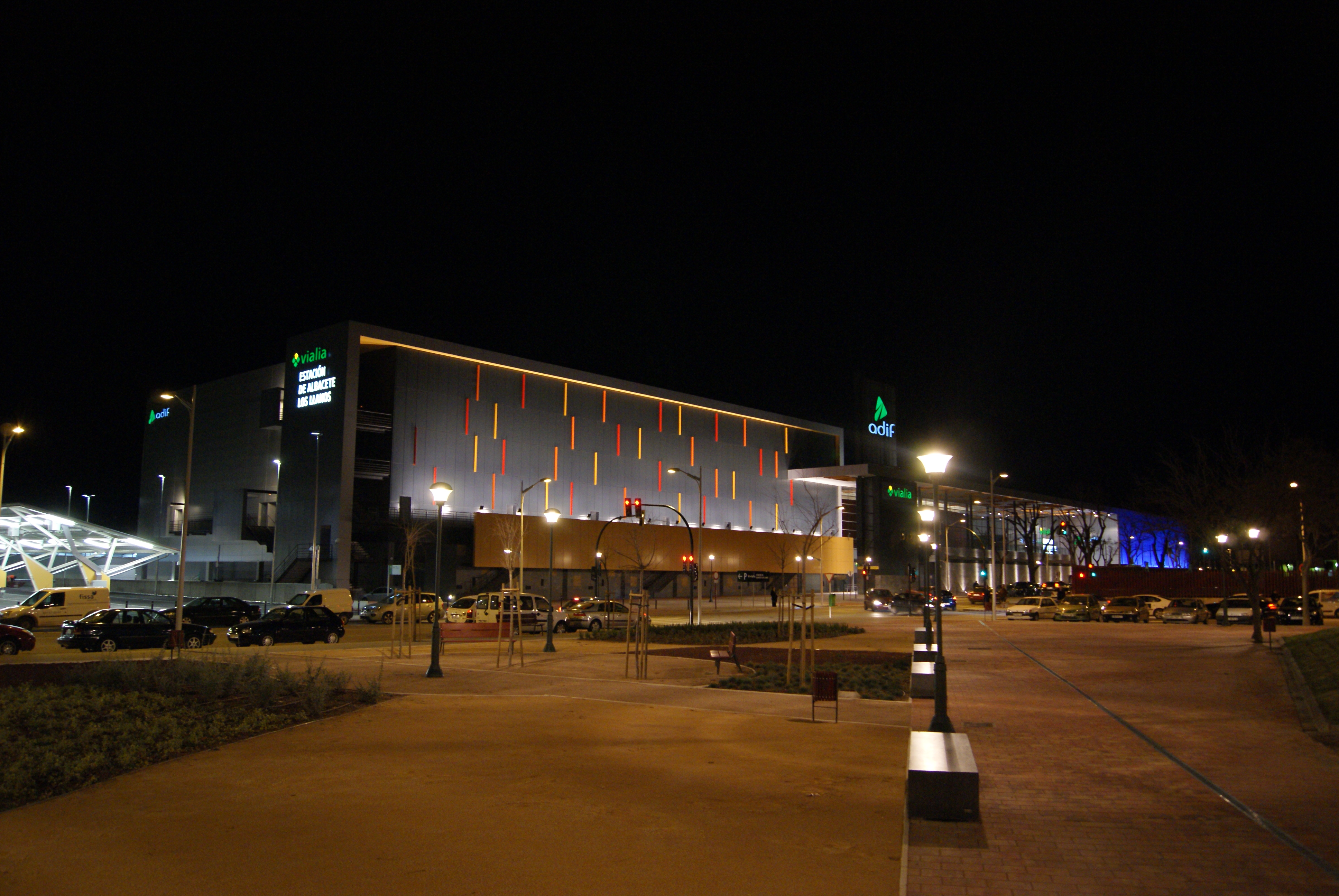
Gare d'Albacete-Los Llanos.

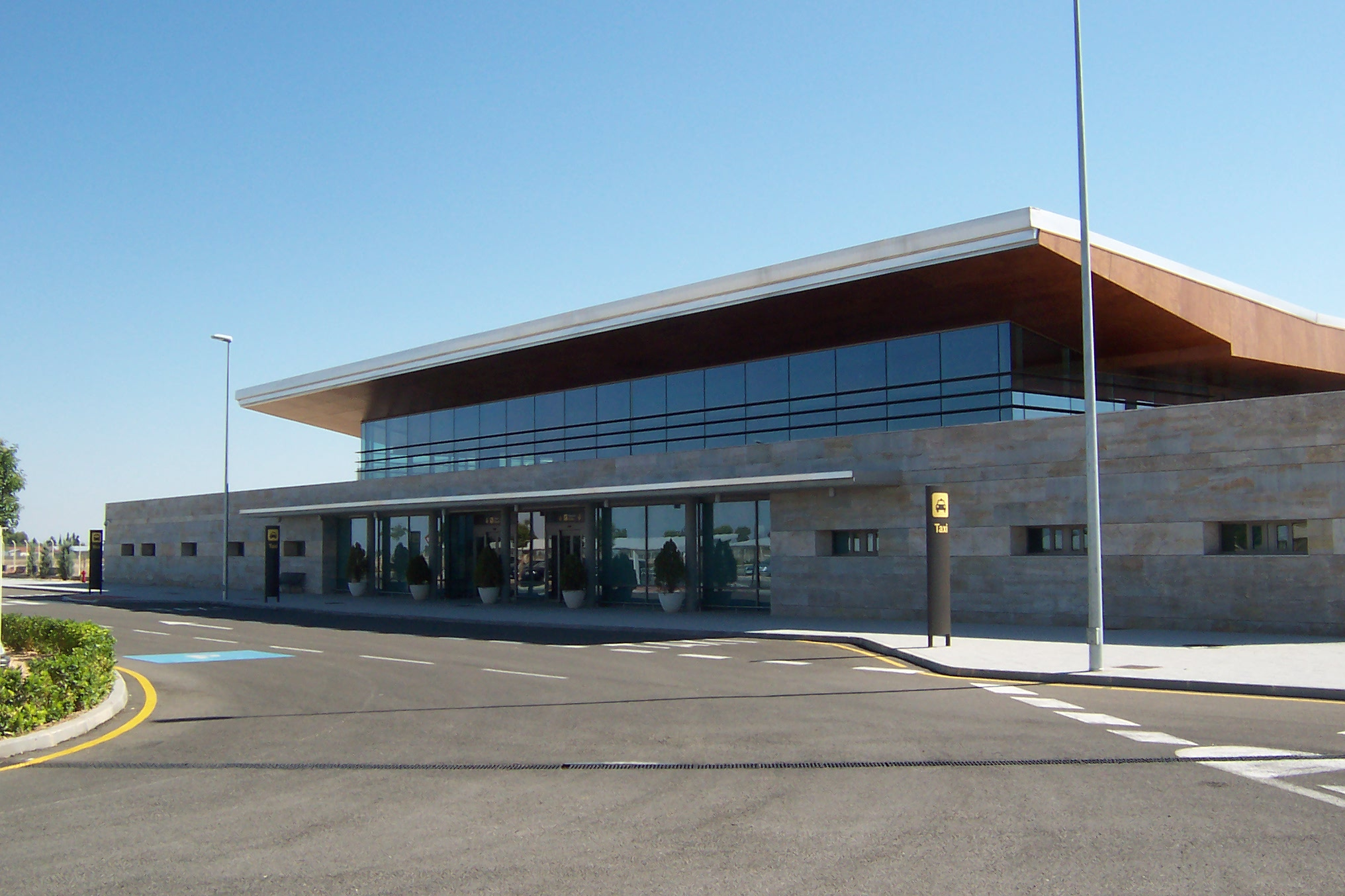
Extérieur du terminal de l'aéroport d'Albacete.

La situation médiane d'Albacete entre Madrid et la côte du Levant espagnol en fait un carrefour routier important avec :
- l'autoroute A-30 : Albacete - Murcie - Carthagène ;
- l'autoroute A-31 : Albacete - Alicante ;
- l'autoroute A-32 : Périphérique ouest d'Albacete.

Passe également à proximité :
- l'autoroute A-3 Madrid - Valence.

La gare d'Albacete est un point de transit du TGV à destination de Madrid, Cuenca, Valence et Alicante.
L'aéroport d'Albacete (en) Los Llanos (code AITA : ABC) est situé à 4 km au sud d'Albacete. Depuis juillet 2009, la base de Los Llanos est la base permanente des exercices de combat aérien Tactical Leadership Program (TLP) de l'OTAN.

## Personnalités liées à la ville
- José Cazorla (1906-1940), gouverneur civil d'Albacete pendant la guerre d'Espagne[11].

- José Garcimore : illusionniste;
- José Luis Cuerda, réalisateur, scénariste, acteur et producteur de films espagnols;
- Juan Ramírez de Lucas (1917-2010), écrivain et journaliste espagnol;
- Andrés Iniesta, footballeur professionnel qui jouait récemment au FC Barcelone, né dans la ville de Fuentealbilla.
- Elisa Piqueras, peintre et sculptrice, née en 1912 à Albacete.
- José María Rosa, photographe, né en 1970 à Albacete.
- Dámaso González, matador.
- Daniel Rubio Sánchez, architecte.
- Óscar Sevilla Ribera, coureur cycliste espagnol.
- A las 10 en casa, groupe féminin de synthpop.
- Rozalén, chanteuse et guitariste.
- Andrés Alberto Gómez, claveciniste y est né en 1978.
- Angelus Apatrida, groupe de Thrash metal

## Sports
Les principaux clubs de sports collectifs qui portent les couleurs de la ville sont le Albacete Balompié (football) et le CV Albacete (volley-ball féminin, disparu en 2009). La ville possède également un circuit, le circuit d'Albacete, qui a ouvert en 1990.

### Arrivées du Tour d'Espagne
- 1999 :  Marcel Wüst
- 2000 :  Óscar Freire
- 2001 :  Robert Hunter
- 2003* :  Alessandro Petacchi
- 2003* :  Isidro Nozal (clm)
- 2021 :  Jasper Philipsen

- Deux arrivées dans la même année du Tour d'Espagne